# Ratko Mladić
Ratko Mladić (en ciríl·lic: Ратко Младић) (12 de març del 1942, Božinovići, actualment a Bòsnia i Hercegovina, aleshores a l'Estat independent de Croàcia) és un antic militar de l'Exèrcit Popular Iugoslau, i general de l'Exèrcit de la Republika Srpska (VRS) (l'exèrcit serbi de Bòsnia) durant la guerra de Bòsnia (1992-95). El 1996, junt amb altres líders serbis de Bòsnia, va ser acusat de crims de guerra i genocidi pel Tribunal Penal Internacional per a l'antiga Iugoslàvia (ICTY) a La Haia, en connexió amb el setge de Sarajevo en el qual morien 10.000 persones, i la massacre de Srebrenica de 8.000 bosnians l'11 de juliol de 1995, que va ser la pitjor atrocitat d'Europa des de la Segona Guerra Mundial. Existia una ordre de detenció internacional excepcional contra Mladić, segons la resolució 61 de l'ICTY, que concloïa que hi havia indicis raonables per creure que l'acusat havia comès els delictes en qüestió, incloent-hi genocidi. El govern dels Estats Units oferia una recompensa de 5 milions de dòlars pel seu arrest.
El president de Sèrbia, Boris Tadić, va anunciar el 26 de maig del 2011 que Ratko Mladić havia estat detingut i que seria extradit a La Haia per ser jutjat pel Tribunal Penal Internacional per a l'antiga Iugoslàvia. Va ser condemnat per genocidi i crims contra la humanitat, entre d'altres, i sentenciat a cadena perpètua el novembre de 2017. Segons el tribunal, Mladić va ser militarment responsable del setge de Sarajevo i de la matança de Srebrenica.

## Biografia

### Infantesa
Nascut el 1942 en el llogaret de Božanovići, Ratko (anomenat Ratimir al néixer) va tenir dos germans, Milica (nascuda el 1940) i Milivoj (el 1944). La localitat està situada prop de la muntanya Jahorina, 25 km al sud-est de Sarajevo, i pertany a la municipalitat de Kalinovik, a l'oest de Gorazde. El lloc formava part de l'efímer Estat Independent de Croàcia (NDH), un estat titella de l'Alemanya nazi i la Itàlia feixista després de la invasió del Regne de Iugoslàvia durant la Segona Guerra Mundial. Per això, va ser criat en un ambient bèl·lic i de sentiment nacionalista. La seva mare va ser Stana Lalatović (1919-2003), i el seu pare, Neđo Mladić (1909-1945), un cap militar dels Partisans de Bòsnia, que va ser assassinat pels ústaixes croats durant un enfrontament a Bradina (sud-oest de Sarajevo), quan Ratko tenia dos anys. Amb 15 anys, va abandonar la seva població natal i es va allistar a l'exèrcit.

### Carrera militar
Va ingressar en l'Escola d'Indústria militars de Zemun el 1961, per a després incorporar-se a l'Acadèmia Militar Iugoslava (KOV), i a continuació a l'acadèmia d'oficials, graduant-se el 1965. Es va afiliar a la Lliga de comunistes de Iugoslàvia, i la seva primera destinació com a oficial de l'Exèrcit Popular Iugoslau (JNA) fou a Skopje, on era el soldat més jove de la unitat que comanadava. El 1989 va ser ascendit a cap del Departament d'Educació del Tercer Districte Militar de Skopje (actual Macedònia del Nord). El juny de 1991 va ser ascendit a Comandant Adjunt del Cos de Pristina, a Kosovo.

## Guerres dels Balcans

### Croàcia
Poc després, va rebre el comandament del 9º Cos del JNA, com a màxim responsable de les forces del govern federal a Knin, capital de l'autoproclamada República Sèrbia de Krajina (en l'actual Croàcia). Aquesta entitat, formada per àrees amb majoria sèrbia dins de territori croat, va néixer com resposta a la declaració d'independència de Croàcia. Allí, aprofitant el creixent conflicte ètnic entre serbis i croats, es va convertir en referent de la població sèrbia al definir-se públicament com "defensor dels serbis de Krajina". En aquesta regió, va tenir la missió de recompoposar un cos de l'Exèrcit Popular que s'havia vist molt afeblit per la deserció d'oficials d'origen croat o eslovè que s'havien unit a la causa independentista de les seves repúbliques d'origen. Durant la seva estada a Knin, va tenir temps de reclutar per al JNA a molts joves serbis per a la seva causa. El 4 d'octubre de 1991, va ser ascendit a General de Divisió. Les forces del JNA sota el seu comandament van participar en la guerra de Croàcia, en especialment durant l'Operació Litoral 91, en un intent de separar Dalmàcia de la resta de Croàcia, que va fallar malgrat que les forces del JNA estaven millor armades i superaven en nombre a les croates. Aquest conflicte es perllongaria fins al 1995.

### Bòsnia
El 5 de març de 1992, la República Socialista de Bòsnia i Hercegovina va proclamar la seva independència de l'estat iugoslau, després d'un referèndum boicotejat pels serbis de Bòsnia (31,3% de la seva població). El 24 d'abril següent, Mladić va ser ascendit al rang de Tinent Coronel General, i el 9 de maig va assumir el comandament del Segon Districte Militar de l'Exèrcit Popular Iugoslau a Sarajevo, capital bosniana. Els seus bons resultats durant la seva estada a Krajina havien dut al govern federal a destinar-li a altra zona en creixent conflicte. Un mes després de la declaració d'independència de la República de Bòsnia i Hercegovina, va ordenar el bloqueig de la ciutat de Sarajevo, tancant el trànsit dins i fora de la ciutat, i el tall del subministrament d'aigua i electricitat. Això va desencadenar els quatre anys del setge de Sarajevo, el més llarg en la història de la guerra moderna. La ciutat va ser bombardejada amb obusos i trets indiscriminats de franctiradors.
El 12 de maig de 1992, en resposta a la secessió bòsnia de Iugoslàvia, els separatistes serbis que havien establert la República Sèrbia de Bòsnia i Hercegovina (posterior República Sèrbia), liderats per Radovan Karadžić, van decidir la creació de l'Exèrcit de la República Sèrbia (VRS). Al mateix temps, Mladić va ser nomenat Comandant de l'Estat Major del VRS, un càrrec que va ocupar fins a desembre de 1996. Al maig de 1992, després de la retirada de les forces de l'Exèrcit Popular Iugoslau de Bòsnia, el Segon Districte Militar del mateix es va convertir en el nucli de l'Estat Major del VRS, canviant solament els símbols dels seus uniformes. La influència de Mladić en la política de la República era ja gran: un discurs seu davant el parlament dels serbis de Bòsnia, el maig de 1993, va ser decisiu perquè aquests rebutgessin el pla de pau Vance-Owen. El 24 de juny de 1994, va ser ascendit al rang de Coronel General, com Comandant en Cap dels aproximadament 80.000 soldats del VRS establerts a la zona.
Durant el setge de Sarajevo des dels turons que envolten la capital bosnia, les posicions de la qual eren regularment visitades per Karadžić, els bosnis van interferir i van gravar una comunicació de l'alt comandament del VRS en la qual s'escoltava a Mladić ordenar a l'artilleria serbobosnia intensificar els seus atacs sobre el suburbi de Velusice, on, segons les seves paraules "no hi ha gaires serbis". Aquest enregistrament es troba en poder de l'ICTY, i consta com prova en la causa contra Mladić. Més de 10.000 persones van perdre la vida en la ciutat durant el seu setge, inclosos 1.500 nens.

## Imputacions del Tribunal Penal Internacional per a l'antiga Iugoslàvia
El 24 de juliol de 1995, Mladic va ser acusat pel Tribunal Penal Internacional per a l'antiga Iugoslàvia de genocidi, crims contra la humanitat i crims de guerra (inclosos els delictes relatius a la suposada campanya de trets de franctiradors contra civils a Sarajevo). El 16 de novembre de 1995, els càrrecs per l'atac el 6 de juliol de 1995 a Srebrenica, declarada zona segura per les Nacions Unides. Mladic és també responsable de la presa d'ostatges entre personal de les Nacions Unides.

### Detenció i condemna
El 26 de maig del 2011 Boris Tadić, president de Sèrbia, va confirmar que Ratko Mladić havia estat detingut a causa dels crims de guerra comesos. Va declarar que aquesta detenció "demostrava el total compromís del seu país" amb la investigació del Tribunal Penal Internacional per a l'antiga Iugoslàvia, requisit per l'acceptació de Sèrbia a la Unió Europea.
Mladić va ser jutjat a La Haia i el 2017 va ser declarat culpable de la massacre de Srebrenica, de crim contra la humanitat i de crims de guerra i condemnat a cadena perpètua.
L'agost de 2020 es va iniciar la vista pels recursos d'apel·lació per part de la defensa de Mladic, que argumentà que en la condemna del 2017 s'havien produït "errors de dret".